# Àngela Rodon i Font
Àngela Rodon i Font (Badalona, 1901-1988) va ser una mestra de teoria tèxtil.
Nascuda el 1901, va ser la tercera filla del tècnic i mestre de teoria tèxtil Pau Rodon i Amigó i d'Eulàlia Font i Barriga. Passà la infància a la casa familiar dels Rodon al carrer del Museu.
Seguint els passos del seu pare, va ser la primera dona d'Espanya en finalitzar els estudis professionals de teoria tèxtil, i en acabar es va dedicar a l'ensenyament. Juntament amb el seu germà Camil, va recolzar i col·laborar amb el seu pare en la recerca en el camp de la indústria tèxtil, que resultà en el registre de diverses patents. Des de 1931 va ser directora de la revista de Telas y Trajes, fundada i editada pel seu pare, adreçada principalment al mercat iberoamericà. A la mort de Pau Rodon, Àngela i el seu germà van continuar l'obra del seu pare.
Va morir el 1988; està enterrada al panteó familiar dels Rodon al cementiri Vell de Badalona. La documentació professional i personal que se'n conserva és al Museu de Badalona des de 1990, inclosa en el fons de Pau Rodon.